# Ludwig Rellstab (författare)
Heinrich Friedrich Ludwig Rellstab, född den 13 april 1799 i Berlin, död där den 27 november 1860, var en tysk skriftställare och poet. Han var son till kompositören Johann Carl Friedrich Rellstab.
Rellstab var först artilleriofficer och lärare vid brigadskolan i Berlin, tog avsked 1820 och levde sedermera som skriftställare. Sedan 1826 deltog han i redaktionen av Vossische Zeitung samt redigerade under åren 1830–1841 musiktidningen "Iris". Rellstab skrev historiska romaner, bland annat den Napoleonsdyrkande 1812 (4 band 1834; 27:e upplagan 1913), sorgespel, lustspel, lyriska dikter (flera tonsatta av Schubert), operatexter och biografier, men gjorde sig huvudsakligen känd som en skarp musikkritiker på snävt klassisk grund (han underkände Schumann och Chopin) samt genom sitt frimodiga uppträdande mot Henriette Sontags förgudning (Henriette oder die schöne Sängerin, 1826) och mot Spontinis maktfullkomlighet (Über mein Verhältniss als Kritiker zu Herrn Spontini, 1827), vilka bägge skrifter ådrog honom fängelsestraff. Hans Gesammelte Werke utgavs 1860–1861 (i 24 band) och memoarerna Aus meinem Leben i 2 band 1861.